# Vue d'Esprit
 (janvier 2011).
« VUE » est une gamme de logiciels générateur de paysages et d'environnements 3D conçus par la société E-on software. « Vue 5 Infinite » est la version professionnelle de cette gamme ; les autres versions de Vue sont — par ordre de possibilités décroissantes — Vue 5 Pro Studio, Vue 5 Esprit et Vue 5 Easel. 
Les versions précédentes utilisaient le nom « Vue d'Esprit ».
La gamme de produit “Vue 6” a été dévoilée au congrès SIGGRAPH 2006 qui s'est tenu à Boston du 1er au 3 août 2006. Vue 6 est sorti début 2007(?).

## Produits
VUE Esprit inclut :
- Création d'éclairage et d'atmosphère
- Création d'environnement
- 480 préréglages matériels et la capacité de créer plus avec des éditeurs de matériels
- Rendement optimisé avec un traceur de réflexions et réfractions
- Animation de la caméra et d'objets
- Une disposition d'interface avec quatre vues
- Options en temps réel de prévisualisation
- Capacité d'importer et exporter dans de multiples formats
- Rendement avec multiprocesseur

### Végétaux et Atmosphères

#### Végétaux
VUE d'Esprit permet de créer facilement des modèles réalistes de végétaux; et ceci est rendu possible par l'outil édités par e-on: SolidGrowth 3. Il s'agit-là d'une technologie particulière de modélisation de végétaux. 

Une bibliothèque de 50 végétaux et plantes permet d'animer une scène, et il est également possible d'animer les végétaux de manière à obtenir torsion et flexion en fonction du vent. SolidGrowth est une technologie basée sur une génération aléatoire des branches, de manière que chaque plante soit différente des autres, ainsi qu'une imitation des différentes tons de couleurs que l'on peut trouver dans la nature, pour plus de réalisme et de diversité. 
Le logiciel inclut un éditeur de végétaux, qui permet à l'utilisateur de modifier les éléments existants ou de créer ses propres plantes, de façon à obtenir des espèces nouvelles.
Il est possible de travailler sur un élément en particulier (branches, tronc ou bien feuille), ou encore d'effectuer des modifications globales sur l'ensemble. Ces modifications peuvent être un changement de texture, ou de couleur, et il est possible de sauvegarder des propres modèles pour une réutilisation ultérieure.
L'animation des plantes offre de grandes possibilités de personnalisation, avec l'utilisation de glisseurs pour ajuster l'effet du vent autour de la végétation ou s'occuper de zones plus restreintes ou même des plantes individuellement. Les effets d'écoulement du temps peuvent être mis en place en changeant les caractéristiques des plantes dans le temps. Une plante (ou une forêt) peut ainsi être vue croître ou mourir durant la visualisation de l'animation.

#### Atmosphère
VUE 5 Infinite incorpore un modèle d'atmosphère volumétrique de grande qualité, permettant de simuler les interactions entre la lumière et l'air à travers l'atmosphère. Ceci permet de créer des effets de brouillard, d'arc-en-ciel, d'étoiles clignotantes...

Le logiciel est livré avec 160 préréglages que l'on peut charger ou éditer à loisirs dans l'éditeur d'atmosphère. Dans ce dernier, il est possible de changer plusieurs paramètres concernant le soleil, la lumière, le ciel, les nuages; ainsi que de rajouter les options nécessaires au brouillard, au vent, et d'autres effets...

### Terrains

#### Terrains procéduraux
Les terrains créés sous Vue permettent une quantité infinie de détails, et ceci implique que lorsque la caméra se rapproche du terrain, celui-ci ne devient pas flou ou pixelisé, car de nouveaux détails sont rajoutés en temps réel. 

Pour une édition pointue des terrains, il existe une fonction dans l'éditeur de terrain qui permet de créer de nombreux effets afin d'élaborer des structures géologiques, aussi complexes que souhaité.

#### Modélisation en temps réel de terrain avecSolid3D
La technologie de modélisation en temps réel de e-on's, Solid3D, permet de sculpter un terrain de manière interactive et entièrement en 3D. En utilisant les différents outils de brosse disponibles, on peut retoucher la surface avec les 16 effets (tels que l'érosion, le terrassement, etc.)

## Utilisateur
Industrial Light & Magic a utilisé Vue 5 pour créer certaines iles dans Pirates des Caraïbes : Le Secret du coffre maudit.